# Václav Jícha (pilot)
Plk. Václav Jícha (10. února 1914 Dnešice – 1. února 1945 Turf Law) byl československým pilotem Royal Air Force během druhé světové války.

## Život

### Před druhou světovou válkou
Václav Jícha se narodil 10. února 1914 v Dnešicích na plzeňsku, kde prožil první roky života. Do školy chodil v Praze, kam se jeho rodina přestěhovala. Vyučil se jemným mechanikem a elektromechanikem ve tříleté pokračovací škole. Docházel do letňanského aeroklubu, kde pracoval jako letecký mechanik a získal osvědčení pilota turistických letů. Prezenční vojenskou službu nastoupil v říjnu 1935 ke zvědné letce do Piešťan, kde opět pracoval jako letecký mechanik. V roce 1936 absolvoval školu pro důstojníky v záloze ve Kbelích. V červenci téhož roku nastoupil do Školy pro odborný dorost letectva v Prostějově. Kvůli němu musel prezenční službu oficiálně přerušit, po dokončení školy a získání osvědčení pilota se vrátil do Piešťan již se zařazením stíhacího pilota. Po jejím skončení pokračoval v armádní službě. Jeho kvalit si všiml král vzduchu František Novák a zařadil jej do své akrobatické skupiny. Všeobecnou mobilizaci v roce 1938 prožil Václav Jícha na polním letišti Cvrčovice.

### Druhá světová válka

#### Francie
Po německé okupaci odešel Václav Jícha v květnu 1939 za pomoci Svazu letců republiky Československé do Polska a dále do Francie. Vstoupil do cizinecké legie a čtyři měsíce sloužil v Alžírsku. Po napadení Francie Německem v roce 1940 se školil na francouzskou techniku na severoafrických základnách. Poté, co se dostal na frontu, si zapsal dva sestřely samostatné a dva ve spolupráci. Po pádu Francie se evakuoval přes Casablancu a Gibraltar do Liverpoolu.

#### Velká Británie
Ve Velké Británii vstoupil Václav Jícha do Royal Air Force a v řadách 1. a 17. perutě RAF se zúčastnil bitvy o Británii. V květnu 1941 byl převelen ke vznikající 313. československé stíhací peruti RAF. Na své konto si zapsal další sestřel samostatný a dva ve spolupráci. Po ukončení předepsaného bojového turnusu v srpnu 1942 se stal zalétávacím pilotem v Cosfordu a od ledna 1943 pak přímo u firmy Vickers-Armstrongs, kde byl skvěle hodnocen. O místo přišel v květnu 1944 na základě rozkazu, že zahraniční státní příslušníci nesmí pracovat ve firmách zabývajících se tajnými projekty. Jako zkušební pilot pak působil opět v Cosfordu a poté Kinlossu. Dosáhl hodnosti nadporučíka. Zahynul 1. února 1945 při letecké nehodě na svahu hory Turf Law ve Skotsku. Letěl jako cestující v letounu, který ve sněhové bouři ztratil orientaci. Samotnou havárii Václav Jícha přežil, ale bez pomoci ve sněhu umrzl. Havarovaný stroj byl nalezen až 7. února. Pohřben je na hřbitově v Haddingtonu.

## Ocenění

### Vyznamenání
- 1940 a 2x 1942 Československý válečný kříž 1939
- 1940 Croix de guerre
- 1941 Československá medaile Za chrabrost před nepřítelem + podruhé in memoriam
- 1942 Záslužný letecký kříž (Spojené království)
- 1944 Pamětní medaile československé armády v zahraničí
- 1945 Československá medaile za zásluhy I. stupně
- 1945 Letecký kříž (Spojené království)
- Hvězda 1939–1945
- Evropská hvězda leteckých posádek
- Britská medaile Za obranu
- Válečná medaile 1939–1945

### Posmrtná ocenění
- V roce 1947 byl Václav Jícha in memoriam povýšen do hodnosti štábního kapitána a v roce 1991 na plukovníka
- Po Václavu Jíchovi nese jméno jedna z ulic na Černém Mostě
- V roce 2007 byla Václavu Jíchovi odhalena pamětní deska na základní škole Na Bendovce v Praze-Bohnicích, kterou navštěvoval[3]
- V roce 2015 byla Václavu Jíchovi odhalena pamětní deska v Praze-Bohnicích, K Pískovně 73/12 u domu, ve kterém žil[4]